# Alausí
Alausí è una città dell'Ecuador, nella provincia del Chimborazo, capoluogo dell'omonimo cantone.

## Storia

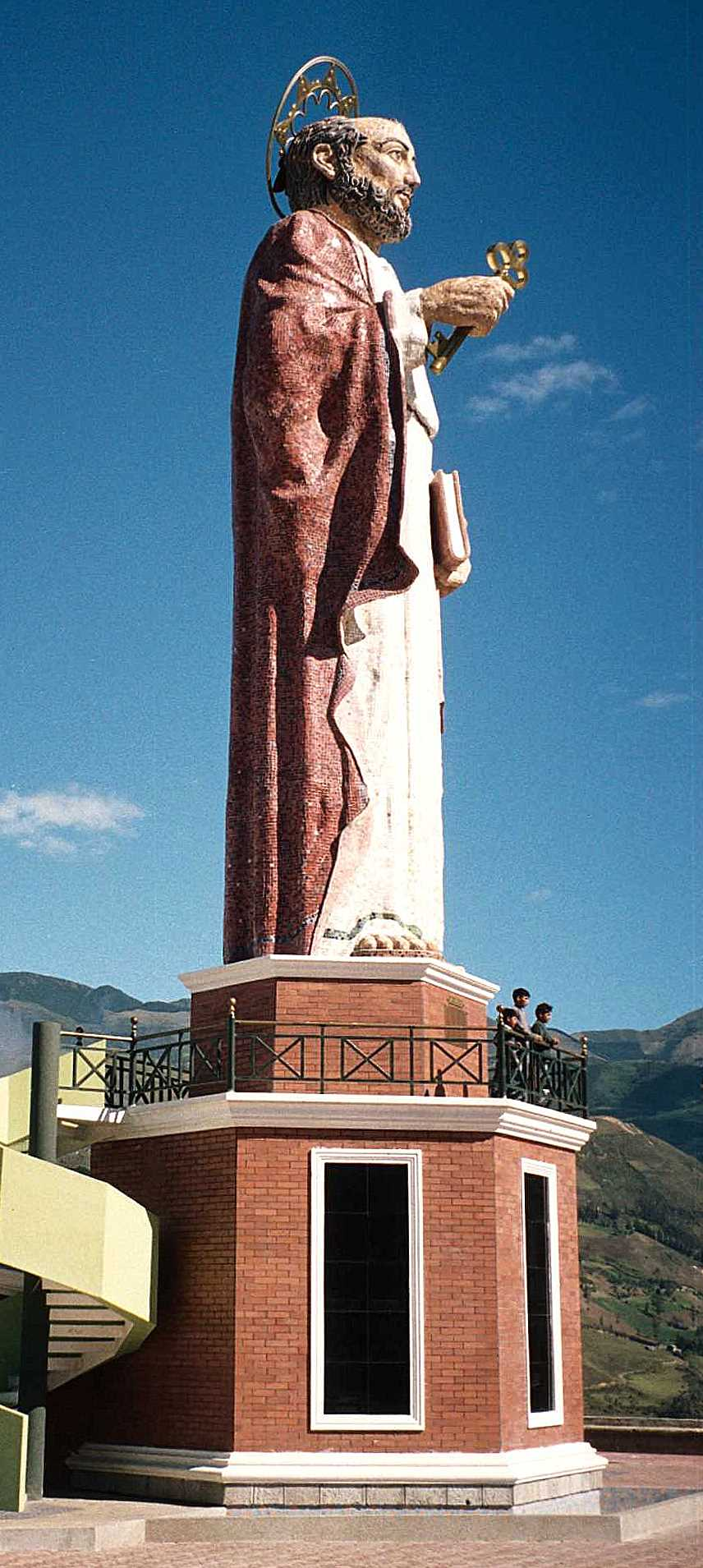
La colossale statua di San Pietro domina l'abitato

Durante la conquista spagnola dell'Ecuador, Sebastián de Belalcázar chiamò la città "San Pedro de Alausí", dando alla città il nome del santo del giorno. Successivamente la fondazione della città fu ufficializzata dallo stesso Belalcázar con il nome di "Alausí".
Durante la guerra di indipendenza, la prima assemblea delle città liberate ebbe luogo nel 1811 e il capitano José Antonio Pontón fu il rappresentante della provincia di Alausí e sottoscrisse la Carta de Estado de Quito nel 1812. Riconoscendo il patriottismo, la fedeltà e l'onore degli abitanti, il vescovo José Cuero y Caicedo concesse ad Alausí lo status di "villa".

## Monumenti
Alausí è nota per la sua architettura e la maggior parte dei suoi edifici ha più di un secolo di vita. Domina l'abitato una colossale statua di San Pietro, patrono della città. Il monumento si trova a Loma de Lluglli e grazie alle dimensioni e alla posizione strategica può essere visto da ogni punto della cittadina.
La chiesa più importante è "la Matriz", situata di fronte al parco 13 de Noviembre. La chiesa fu costruita nel XVIII secolo con la pietra estratta dalle cave di Chiripungo, a circa 2 chilometri da Alausí.

## Infrastrutture e trasporti
Alausí è servita da pullman di linea per diverse destinazioni ecuadoriane, fra cui Quito, Cuenca e Guayaquil.
È anche la stazione di partenza per il treno della Nariz del Diablo, una delle ferrovie più audaci costruite sulle Ande. La costruzione della ferrovia costò la vita di molti schiavi giamaicani, che lavorarono per sbancare la montagna con la dinamite.

## Eventi culturali
L'evento culturale più importante è il carnevale, festeggiato con una sfilata speciale, alla quale prendono parte i diversi quartieri e ospiti d'onore. Si tengono anche corse di tori.
Il Festival di San Pedro che si tiene dal 22 giugno al 2 luglio ha chiara reminiscenza spagnola ed è celebrato fin dall'epoca coloniale. Danze tradizionali, musica, folklore, combattimenti di galli e di tori sono parte del programma della festa.